# توشیهیرو هاتتوری
توشیهیرو هاتتوری (به انگلیسی: Toshihiro Hattori) بازیکن فوتبال اهل ژاپن و عضو تیم ملی فوتبال ژاپن است که در تاریخ ۱۱ سپتامبر ۱۹۹۶ میلادی اولین بازی ملی‌اش را انجام داد. او در ۴۴ بازی ملی حضور داشت و آخرین بازی ملی خود را در تاریخ ۸ ژوئن ۲۰۰۳ میلادی انجام داد. توشیهیرو هاتتوری در بازی‌های ملی‌اش
۲ گل به ثمر رساند.